# Michèle Chardonnet
Pour les articles homonymes, voir Chardonnet.
Michèle Chardonnet (épouse de Jacques Piasenta) est une athlète française, né le 27 octobre 1956 à Toulon, spécialiste du 100 mètres haies et licenciée au Racing club de France puis à l'ASPTT Toulon La Valette, de 1,70 m pour 60 kg.

## Médaille de bronze aux Jeux Olympiques de 1984 après 162 jours d’attente
Championne de France du 100 mètres haies en 1983, Michèle Chardonnet se qualifie pour les Jeux Olympiques de 1984 à Los Angeles, où elle parvient à se hisser en finale.
Celle-ci, disputée le 10 août 1984, est remportée par Benita Fitzgerald-Brown devant Shirley Strong, suivies par l’américaine Kim Turner et Michèle Chardonnet, toutes deux créditées du même temps (13 secondes 6 centièmes).
Alors que Michèle attend la remise des médailles à proximité du podium, un différend oppose le juge américain, pour qui la photo-finish montre qu’elle est quatrième, et les membres de Swiss Timing, prestataire technique de l’épreuve pour le chronométrage, selon qui les deux athlètes sont arrivées simultanément au millième de seconde près. Avant qu’une décision officielle soit prise, le directeur technique national Jean Poczobut dépose une réclamation, imité ensuite par le président de l’USATF (fédération d’athlétisme des États-Unis), estimant que les français cherchent à faire déclasser Kim Turner.
Les officiels déclarent finalement les deux athlètes ex æquo, mais il est trop tard pour que la délégation française puisse retirer sa réclamation, le jury d’appel s’étant déjà réuni. En l’absence du juge français, qui s’est retiré, Michèle Chardonnet est déclarée quatrième, ce qu’elle apprend après plus d’une heure d’attente au pied du podium.
Le président de la Fédération française d'athlétisme Michel Marmion dépose une nouvelle réclamation auprès de l’IAAF et démissionne de cet organisme qu’il estime responsable de la situation. Bien qu’officiellement absente des podiums, Michèle Chardonnet est invitée à déjeuner à Matignon par le premier ministre Laurent Fabius en compagnie des médaillés français aux JO, le 13 septembre. Finalement, c’est au bout de trois mois et de multiples démarches qu’un jury de l’IAAF réuni à Canberra sous la présidence de Primo Nebiolo rend sa troisième place ex æquo à Michèle, le 25 novembre 1984. Sa décision est prise sur la base de l’agrandissement d’une photo officielle prise face à la ligne d’arrivée, que le premier jury n’avait pas examinée, et qui montre clairement l’arrivée simultanée des deux athlètes.
La médaille de bronze lui est finalement remise sur un podium dressé pour l’occasion dans le palais omnisports de Paris-Bercy, le 19 janvier 1985. 

## Palmarès
- 29 sélections en équipe de France A, de 1978 à 1984
- Détentrice du record de France en salle du 60 m haies en 1983, en 8 s 13
- Détentrice du record de France en salle du 50 m haies en 1981, en 6 s 98

- Médaille de bronze aux Jeux olympiques de 1984
- Jeux Méditerranéens en 1983
- Championne de France du 100 m haies en 1981 et 1983
- Championne de France en salle du 60 m haies en 1979, 1981, 1982 et 1983